# Preselekcja (telekomutacja)
Preselekcja (telekomutacja) (szukanie liniowe, wybieranie wstępne) – jedna z faz łączeniowych centrali telefonicznej podczas której następuje dołączenie abonenta wywołującego (tzw. Abonent A) do jednego z wolnych rejestrów.

## Schemat fazy preselekcji
Preselekcja jest pierwszą z czynności jakie wykonuje automatyka centrali telefonicznej po otrzymaniu informacji o podniesieniu mikrotelefonu przez Abonenta A (zamknięciu pętli abonenckiej).
| Podniesienie mikrotelefonu przez Abonenta A |  |  |  |  |  |  |  |
|                                             |  |  |  |  |  |  |  |
| Zestawianie połączenia do rejestru          |  |  |  |  |  |  |  |
|                                             |  |  |  |  |  |  |  |
| Wysłanie do Abonenta A sygnału zgłoszenia   |  |  |  |  |  |  |  |

Operacja zestawiania połączenia abonent⇔rejestr jest wykonywana według kryteriów obejmujących m.in. stopień zajęcia łączy między sekcjami centrali i dostępność rejestrów.
Po zakończeniu fazy preselekcji abonent może zacząć wybierać numer telefonu abonenta wywoływanego (tzw. Abonent B).